# Playmates (curta-metragem de 1918)
Playmates é um curta-metragem mudo norte-americano de 1918, do gênero comédia, com o ator cômico Oliver Hardy.

## Elenco
- Billy West - Garoto
- Oliver Hardy - Garoto (como Babe Hardy)
- Bud Ross
- Fay Holderness
- Ethelyn Gibson
- Ethel Marie Burton
- Myrtle Lind
- Charley Chase - (como Charles Parrott)